# Sexuellt kapital
För andra betydelser, se Kapital (olika betydelser).
| Sexuellt kapital (Erotiskt kapital) |
| --- |
| - Betydelse – kapital som bygger på sexuell attraktion - Bakgrund – Catherine Hakim, tidigt 2000-tal; utveckling av Pierre Bourdieus idéer om ekonomiskt, kulturellt och socialt kapital - Utveckling – Eva Illouz och Dana Kaplan, vars sexuella kapital definieras som ett förkroppsligat kulturellt kapital |

Sexuellt kapital eller erotiskt kapital (ibland refererat till som erotisk valuta) är en form av kapital. Begreppet myntades av den brittiska sociologen Catherine Hakim i hennes bok Erotic Capital (2011). Det syftar på att en persons sexuella attraktion har betydelse i personens yrkes- och privatliv, på en mängd olika plan. Eva Illouz och Dana Kaplan har senare utvecklat begreppet.
För en person (eller grupp av personer) kan det ha betydelse att odla det sexuella kapitalet. Det är konvertibelt och möjliggör social rörlighet eller "inväxling" till andra sorters kapital – inklusive socialt, kulturellt eller ekonomiskt kapital. Utnyttjandet av det sexuella kapitalet (exempelvis via deltagande i sexbranschen) kan även bidra till en obalans mellan arbete och privatliv.

## Historia

### Hakim
Termen erotiskt kapital användes första gången av den brittiska sociologen Catherine Hakim strax efter millennieskiftet. Hon definierade det som skilt från Pierre Bourdieus koncept omkring ekonomiskt, kulturellt och socialt kapital. Hakim menar att det erotiska kapitalet är oberoende av klassbakgrund, att det möjliggör social rörlighet och att det huvudsakligen är en kvinnlig resurs. Hon argumenterar för att detta gör det erotiska kapitalet socialt subversivt, något som resulterar i att det nedvärderas och försöker undertryckas av de förhärskande maktstrukturerna.
Hakim menar också att det erotiska kapitalet spelar roll långt utanför den traditionella sexuella sfären, liksom att det har betydelse bortom privata relationer. Hennes forskning antyder att erotiskt kapital är viktigt i medievärlden, politiken, reklam, sport, konstvärlden och i vardaglig social interaktion.

### Illouz och Kaplan

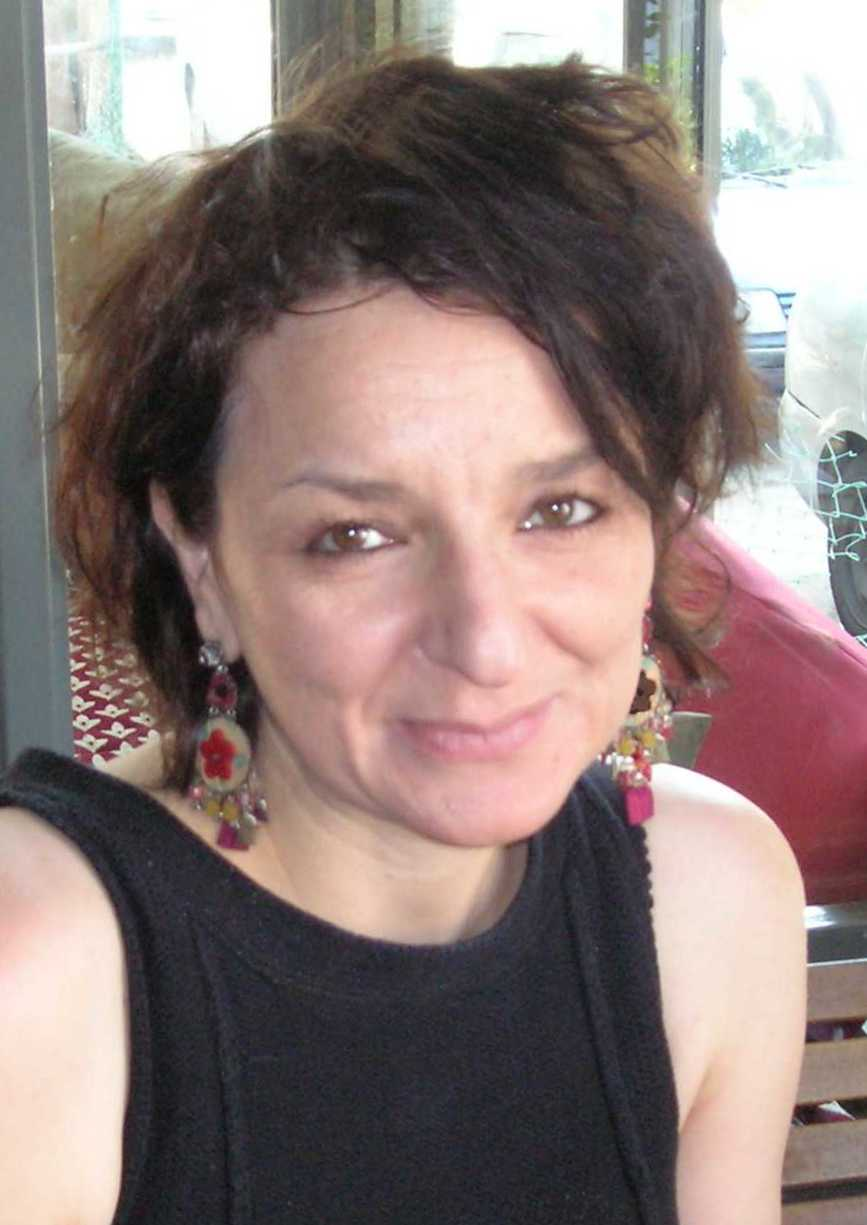
Eva Illouz (2008), som utvecklade Hakims idé om det erotiska kapitalet till fyra sorters sexuellt kapital.

Eva Illouz och Dana Kaplan vidareutvecklade begreppet i sin bok Vad är sexuellt kapital? (2022), där de lyfter fram det historiska perspektivet. De beskriver att olika historiska perioder och sammanhang prioriterat olika typer av sexuellt kapital, enligt följande:
- 1. 1700- och 1800-talets kvinnor, där kyskheten gav fördelar på en borgerlig äktenskapsmarknad
- 2 och 3. sexarbetare och producenter av sexualiserade produkter, tjänster och kultur som använder det sexuella jaget och kroppen i vinstsyfte
- 4. nyliberalt sexuellt kapital – en sorts humankapital som skapar självkänsla, autonomi och andra entreprenörsegenskaper

Illouz och Kaplan definierar också sitt sexuella kapital något annorlunda än Hakim med sitt erotiska kapital. Duon delar upp denna värdeenhet i fyra olika typer:
- Det naturgivna sexuella kapitalet – viktigt i samhällen styrda av religiösa hierarkier; det utgörs av kyskhet och familjeliv
- Sexuellt kapital som mervärde av kroppen – en förmåga använda sin kropp som en vara; detta görs av sexarbetare
- Förkroppsligat sexuellt kapital – ett indirekt värde, där den sexualiserade kroppen och jaget ger mervärde i branscher utanför sexbranschen

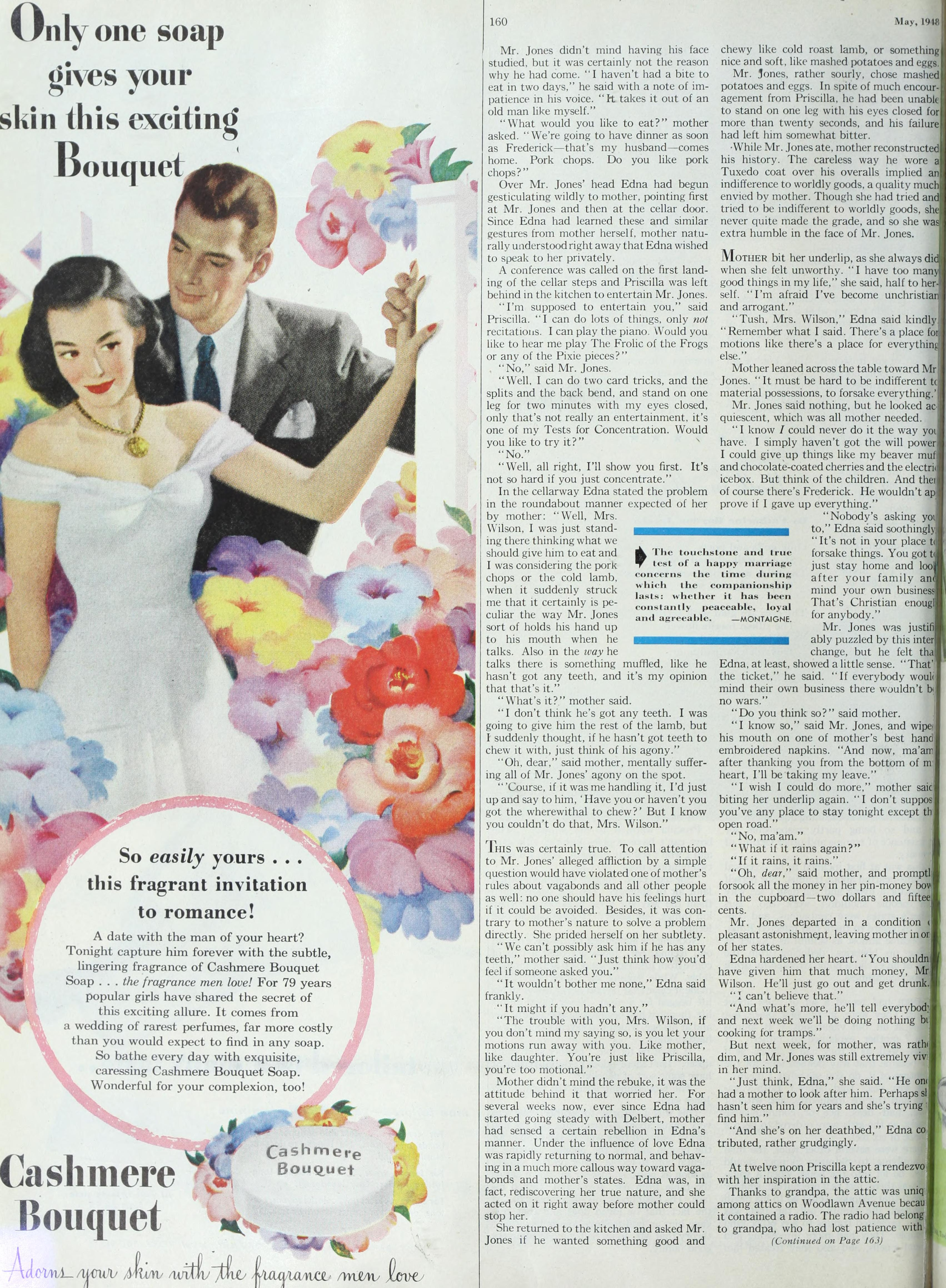
Reklam i The Ladies' Home Journal (1948), där "rätt" sorts tvål påstås öka på det personliga sexuella kapitalet.

- Nyliberalt sexuellt kapital – förmågan att stärka sin självkänsla och anställningsbarhet genom sexuella förbindelser och liknande; exempel är sexfester i Silicon Valley och kosmetisk intimkirurgi

Den fjärde undertypen är den som Illouz och Kaplan utvecklat själva, i ljuset av den sena kapitalismen och det nyliberalistiskt präglade arbetslivet i moderna samhällen. I en tid av osäkra anställningar,  gigekonomi och avregleringar ger sexuellt kapital ett påtagligt mervärde, men de två menar också att klasstillhörighet och klassrelationer fortfarande spelar stor roll. Duon klassar det sexuella kapitalet som ett förkroppsligat kulturellt kapital, och de menar att endast de som redan har en medelklasskultur och entreprenörsanda klarar av att omvandla sina sexuella erfarenheter till ett mervärde.
Illouz' och Kaplans sexuella kapital ökar framför allt möjligheterna till att bli anställd i medelklassyrken, inte minst i de kulturella och kreativa sektorerna som drivs av starkt och personligt engagemang. Här har sexuell erfarenhet ett egenvärde, eftersom den sex i den privata sfären gynnar självkänslan, känslan av social kompetens och självförtroende.

### Manosfären
I "manosfären" syftar begreppet sexuellt marknadsvärde på samma fenomen.